# Melanconis juglandis
Melanconis juglandis är en svampart som först beskrevs av Ellis & Everh., och fick sitt nu gällande namn av A.H. Graves 1923. Melanconis juglandis ingår i släktet Melanconis och familjen Melanconidaceae.  Arten är reproducerande i Sverige. Utöver nominatformen finns också underarten caryae.